# En el espejo del cielo
En el espejo del cielo és un curtmetratge de drama fantàstic mexicà dirigit per Carlos Salces, coautor del guió amb Blanca Montoya. Fou produït per l'Instituto Mexicano de Cinematografía.

## Trama
Luis és un noi petit somnia amb agafar un avió que veu reflectit a l’aigua. Un dia, finalment, agafa l'avió i descobreix que no tot està destinat a ser atrapat.

## Repartiment
- Malcom Vargas ... Luis
- Alicia Laguna ... Juana

## Producció i premis
Fou exhibida a la secció "Zabaltegi" del Festival Internacional de Cinema de Sant Sebastià 1998. Ha rebut nombrosos premis:
- Premio del públic al Festival Internacional del Curtmetratge de Clarmont d'Alvèrnia[2]
- Premio del jurat al 49è Festival Internacional de Cinema de Berlín[3]
- Premio del jurat al Festival Internacional del Curtmetratge d'Oberhausen
- Premio al millor curtmetratge al Festa del Cinema di Roma
- Premi al millor curtmetratge de ficció a la XLI edició dels Premis Ariel
- Premi Danzante de Oro al Festival Internacional de Cinema d'Osca

## Enllaços extens
- En el espejo del cielo a Vimeo
- En el espejo del cielo a YouTube